# Списак последњих преживелих ветерана Првог светског рата по државама
Ово је списак последњих преживелих ветерана Првог светског рата, према државама. Последњи преживели ветеран Првог светског рата (28. јул 1914 – 11. новембар 1918) била је Флоренс Грин, британска грађанка која је служила у савезничким оружаним снагама, и која је умрла 4. фебруара 2012, са 110 година. Последњи борбени ветеран био је Клод Шулз, који је служио у британској Краљевској морнарици (а касније у Краљевској аустралијској морнарици) и који је умро 5. маја 2011, са 110 година. Последњи ветеран који је служио у рововима био је Хари Печ, који је умро 25. јула 2009, са 111 година. Последњи ветеран Централних сила, Франц Кинстлер из Аустроугарске (одрастао у Кикинди), умро је 27. маја 2008, са 107 година.
Енциклопедија Британика процењује да је укупан број људи који је учествовао у рату био 65.038.810. Током конфликта, било је приближно 9.750.103 војних жртава.
Ветерани, за сврху овог чланка, дефинисани су као људи који су били чланови оружаних снага једне од ратујућих нација до дана примирја, укључујући и њега. Ова дефиниција се може разликовати од других дефиниција које се користе у неким државама.
Последњи преживели ветерани Првог светског рата по државама приказани су у табели испод. 
| Држава               | Име                        | Датум смрти         | Године     |
| -------------------- | -------------------------- | ------------------- | ---------- |
| Аустралија           | Џон Кембел Рос             | 3. јун 2009.        | 110 година |
| Аустроугарска        | Аугуст Бишоф               | 4. март 2006.       | 105 година |
| Белгија              | Цирилус-Камилус Барбари    | 16. септембар 2004. | 105 година |
| Бразил               | Валдемар Леви Кардозо      | 13. мај 2009.       | 108 година |
| Бугарска             | Непознат                   |                     |            |
| Грчка                | Непознат                   |                     |            |
| Индијско царство     | Робер Франсис Ратлеџ       | 12. јануар 2002.    | 103 године |
| Италија              | Делфино Борони             | 26. октобар 2008.   | 110 година |
| Јапан                | Масаичи Ниими              | 2. април 1993.      | 106 година |
| Јужна Африка         | Норман Карк                | март 2000.          | 102 године |
| Канада               | Џон Бабкок                 | 18. фебруар 2010.   | 109 година |
| Краљевина Мађарска   | Франц Кинстлер             | 27. мај 2008.       | 107 година |
| Немачко царство      | Ерих Кестнер               | 1. јануар 2008.     | 107 година |
| Нови Зеланд          | Брајт Вилијамс             | 13. фебруар 2003.   | 105 година |
| Њуфаундленд          | Волас Пајк                 | 11. април 1999.     | 99 година  |
| Османско царство     | Јакуп Сатар                | 2. април 2008.      | 110 година |
| Пољске снаге         | Станислав Вичех            | 12. јануар 2008.    | 105 година |
| Португалија          | Жозе Ладејра               | 5. мај 2003.        | 107 година |
| Кина                 | Зу Гишенг                  | 5. март 2002.       | 106 година |
| Румунија             | Георги Панкулеску          | 9. јануар 2007.     | 103 године |
| Руско царство        | Михајл Кричевски           | 26. децембар 2008.  | 111 година |
| Сијам                | Јод Сангрунгруанг          | 9. октобар 2003.    | 106 година |
| Сједињене Државе     | Франк Баклс                | 27. фебруар 2011.   | 110 година |
| Србија               | Алекса Радовановић         | 22. јун 2004.       | 105 година |
| Уједињено Краљевство | Флоренс Грин               | 4. фебруар 2012.    | 110 година |
| Француска            | Пјер Пико                  | 20. новембар 2008.  | 109 година |
| Црна Гора            | Митрополит Данило Дајковић | 14. септембар 1993. | 98 година  |
| Чехословачке легије  | Алоис Воцасек              | 9. август 2003.     | 107 година |